# Teodora l'Armènia
Teodora l'Armènia (Paflagònia, 805/810 - Constantinoble, 867) fou una emperadriu consort de l'Imperi Romà d'Orient, esposa de Teòfil i mare de Miquel III, de qui fou regent entre el gener de 842 i març de 856. És venerada com a santa per l'Església Ortodoxa i com a venerable a la catòlica.

## Biografia

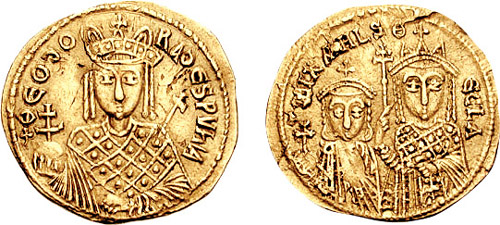
Teodora a un solidus del seu fill Miquel III, amb la seva filla Tecla a l'anvers.

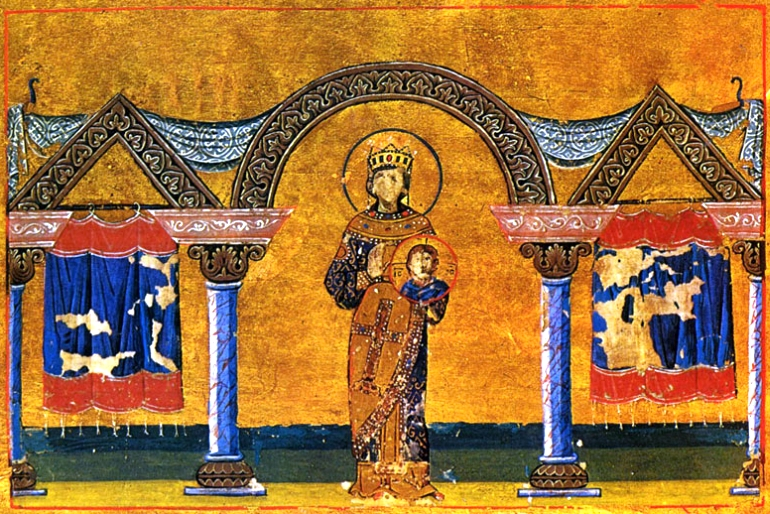
Miniatura del Menologi de Basili II

Teodora era filla de Marí, drungari del Tema de Paflagònia, d'origen armeni, i de Teoctista Florina, noble de la regió. Maridada amb l'emperador Teòfil, després d'haver estat escollida per la vídua de Miquel II, Eufrosina, entre altres candidates per la seva bellesa.
Va tenir cinc filles i dos fills, el més jove dels quals fou Miquel III. Mentre que Teòfil era iconoclasta, Teodora no, la qual cosa provocà conflictes. Quan Teòfil morí en 842, es convertí, el 21 de gener de 842 en regent en nom del seu fill Miquel III, que tenia tres anys. Molt pietosa, va donar suport als monjos i a la fundació de nous monestirs. La seva política, ferma i assenyada, va enfortir el tresor de l'imperi i evità un intent d'invasió dels búlgars.
Va convocar un concili que donà fi a l'era de la iconoclàstia el febrer de 843: una cerimònia oficial, presidida per ella i el nou patriarca Metodi I de Constantinoble, restablí la iconodulia o culte de les imatges, a Santa Sofia l'11 de març de 843, des de llavors, Festa de l'Ortodòxia.
Va lluitar contra els heretges, perseguint els paulicians d'Àsia Menor, mitjançant una aliança amb els musulmans que acabà afeblint la defensa de l'imperi. Tot i que intentà evitar l'enfortiment de l'islam, Sicília fou conquerida per aquest entre 842 et 847. Va iniciar la pacificació i evangelització dels eslaus del Peloponès cap al 847. Arran de l'assassinat del seu conseller Teoctist el Logoteta, ordenat pel germà de l'emperadriu Bardes, el novembre de 855, Teodora hagué d'abandonar el poder el 15 de març de 856.
Teodora i les seves quatre filles majors foren obligades a ingressar com a monges per Miquel III, i tancades al monestir de Carià, on visqueren miserablement fins que foren transferits al monestir de Santa Eufrosina. Les que sobrevisqueren, Tecla, Anastàsia i Pulquèria foren portades, per Basili el Macedoni, amb Teodora i la seva àvia Teoctista, al monestir de Gàstria.
Teodora morí l'11 de febrer de 867. Fou canonitzada per l'Església ortodoxa, per la importància del seu regnat per a l'Església. Les seves restes foren sebollides al monestir de Gàstria de Constantinoble, actual mesquita Sancaktar Hayrettin, i portades després a Corfú, a la catedral de la Santíssima Mare de Déu de la Cova i Santa Teodora, on són venerades en un reliquiari d'argent.

## Bibliografia

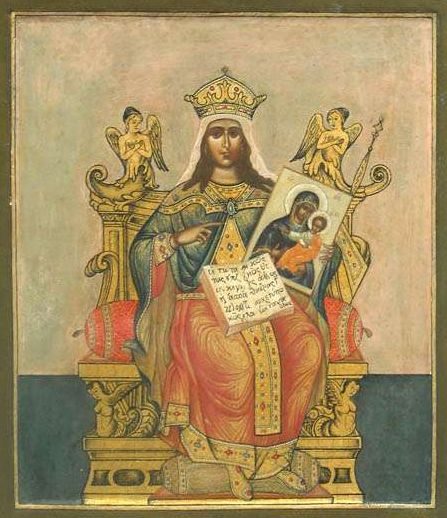
Icona de 1906
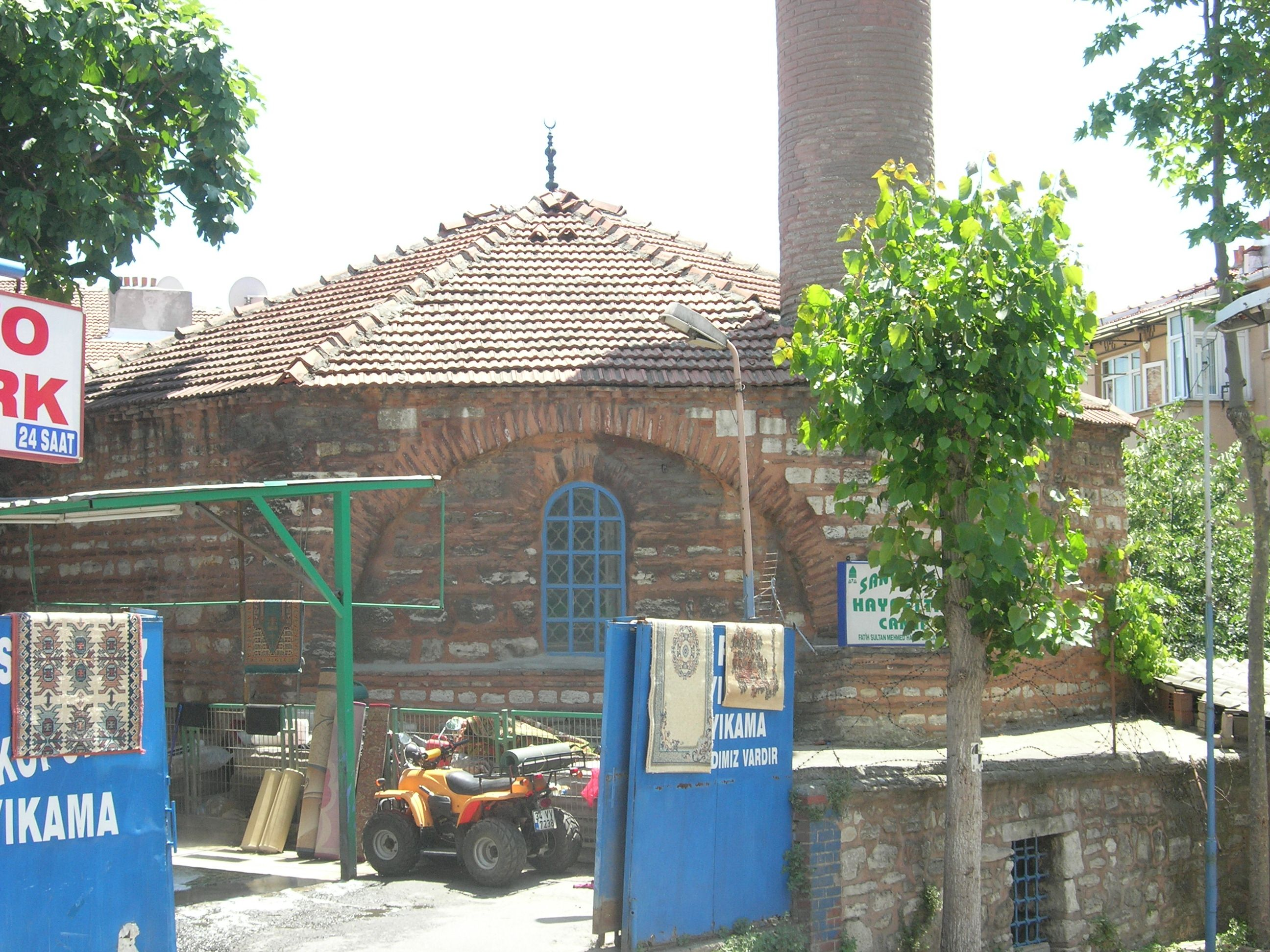
Antic mausoleu del monestir de Gàstria, avui mesquita Sancaktar (Istanbul)
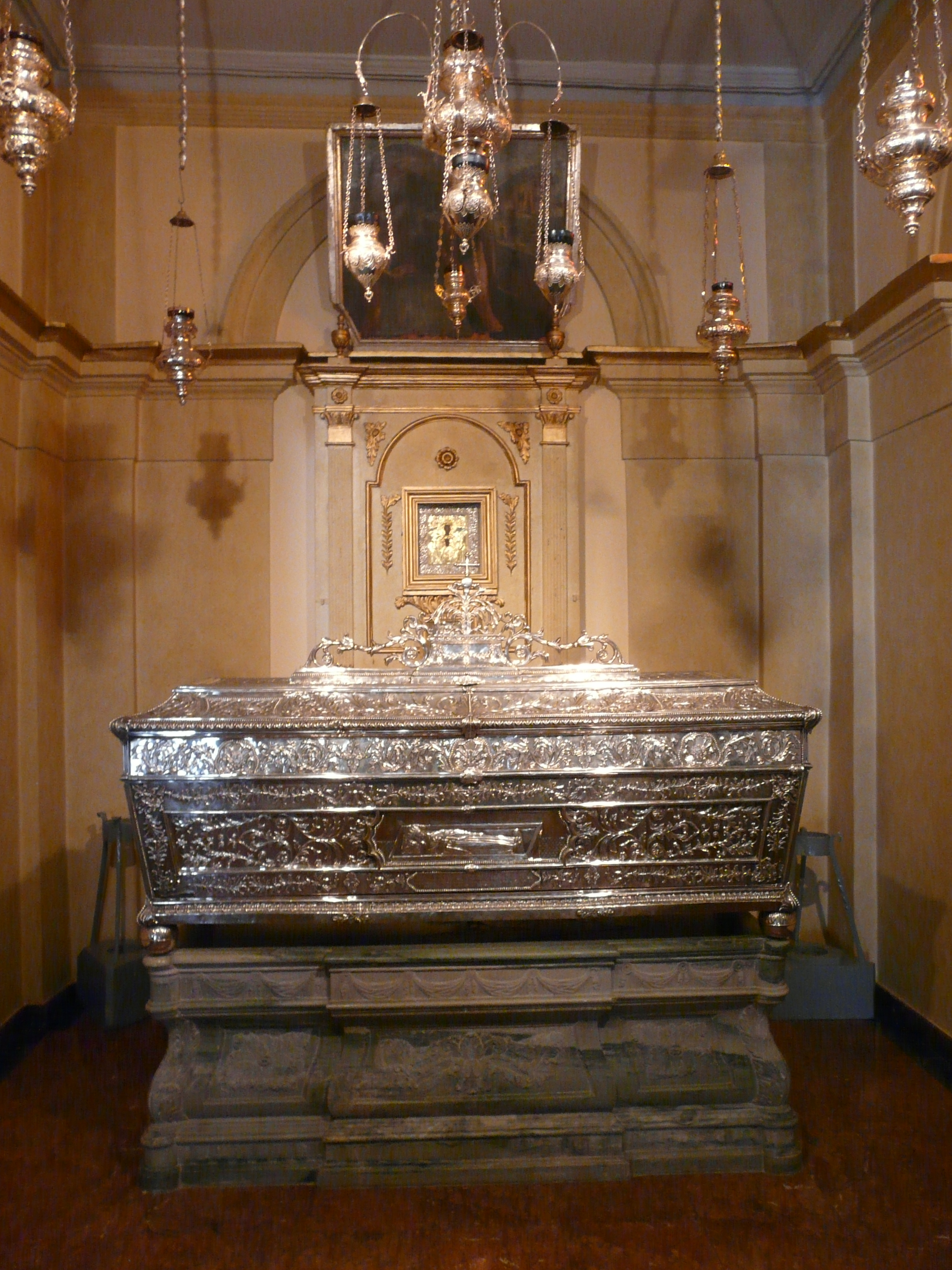
Reliquiari de Teodora a la catedral de Corfú
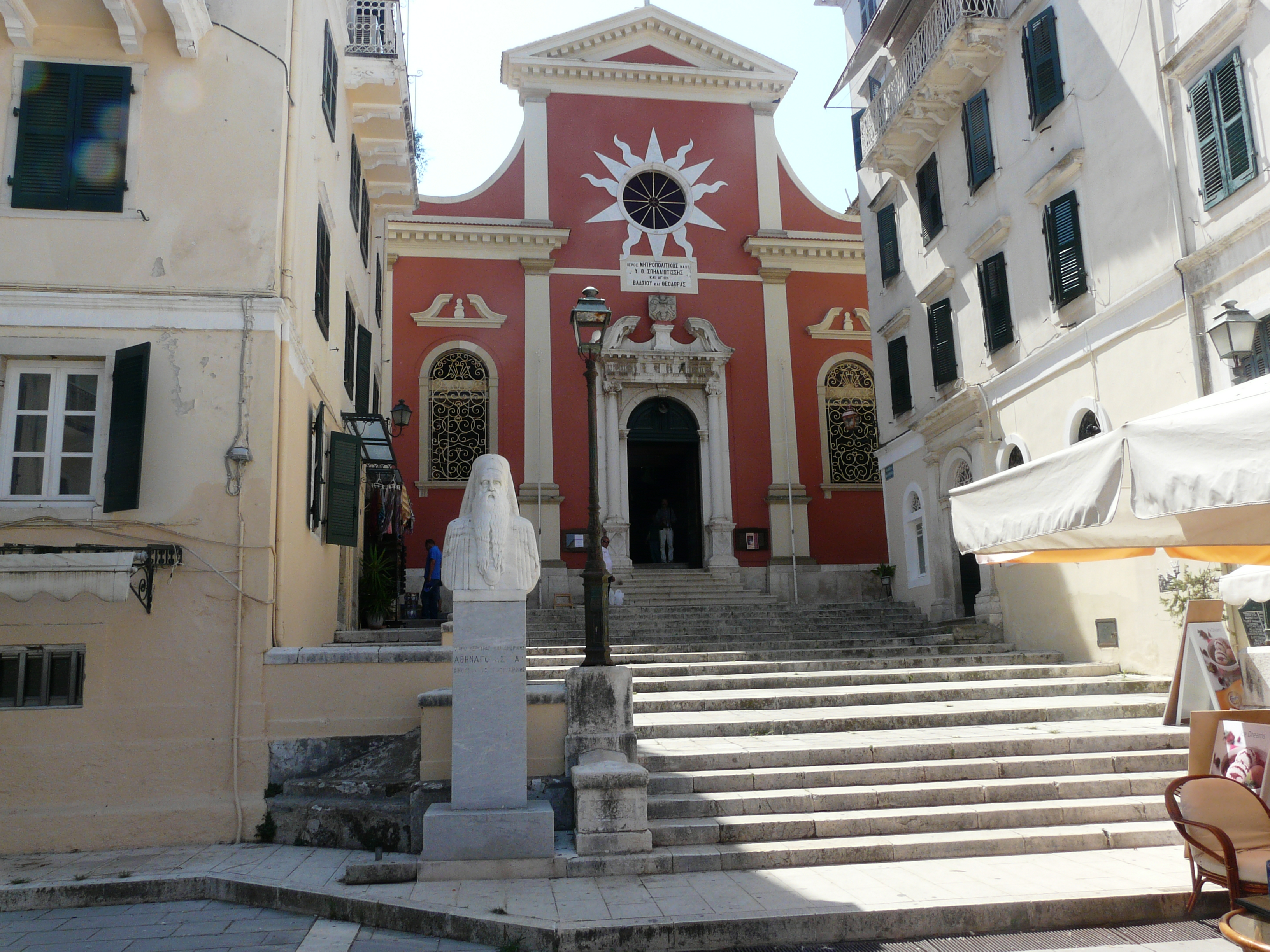
Catedral de Corfú